# Муравьёв-Апостол, Иван Матвеевич
Иван Матвеевич Муравьев-Апостол (1 [12] октября 1762 — 12 [24] марта 1851) — русский писатель и дипломат из рода Муравьёвых, принявший двойную фамилию «Муравьёв-Апостол». Посланник в Гамбурге и Мадриде, затем сенатор. Владелец дома на Старой Басманной. Отец трёх декабристов.

## Происхождение
Родился около Опеченской пристани близ Боровичей Новгородской губернии 1 октября 1762 года, в семье генерал-майора, автора воспоминаний Матвея Артамоновича Муравьева и Елены Петровны Апостол (по матери — правнук гетмана Войска Запорожского Даниила Апостола). Был единственным ребёнком у родителей, мать его вышла замуж вопреки желанию своего отца и была лишена приданого; умерла сразу же после рождения сына. В 1801 году Иван Матвеевич принял фамилию Муравьев-Апостол по ходатайству двоюродного брата М. Д. Апостола (в связи с пресечением малороссийского рода Апостолов).

## Военная служба
С 1773 года записан солдатом в лейб-гвардии Измайловский полк. В 1776—1777 годах обучался математике и языкам в немецком пансионе Л. Эйлера (Санкт-Петербург), по закрытии пансиона «образовывался и обучался» дома. В октябре 1784 года вступил в действительную службу обер-аудитором в штате Санкт-Петербургского генерал-губернатора Я. А. Брюса, с 1785 года его флигель-адъютант (с 1788 года в чине секунд-майора). Служил в Коллегии иностранных дел, в провиантском штате. Заведовал каналом в Шлиссельбурге (в чине премьер-майора).

## При дворе Екатерины II
В 1792 году по протекции М. Н. Муравьева приглашен ко двору императрицы Екатерины II в качестве «кавалера» (воспитателя) при великих князьях Александре Павловиче и Константине Павловиче; затем назначен обер-церемониймейстером. При дворе сумел понравиться не только императрице, но и великому князю Павлу Петровичу, будущему императору, что обеспечило его дальнейшую карьеру.

## При Павле I
В декабре 1796 отправлен в звании камергера великого князя Константина Павловича министром-резидентом в Эйтин ко двору Петра Ольденбургского (в 1798 году совмещал с аналогичным постом в Гамбурге, а в конце 1799-го ещё и в Копенгагене). Всюду активизировал деятельность антифранцузской коалиции. Дипломатической службе способствовали исключительные лингвистические дарования Муравьева-Апостола: знал не менее 8 древних и современных ему иностранных языков. В 1800 года отозван в Россию, в июле произведен в тайные советники, в 1801 — вице-президент Иностранной коллегии.
Не принадлежа к числу сторонников императора Павла (несмотря на его благосклонность), принял участие в антипавловском заговоре 1801 года, став автором одного из нереализованных проектов законодательного ограничения верховной власти.

## При Александре I

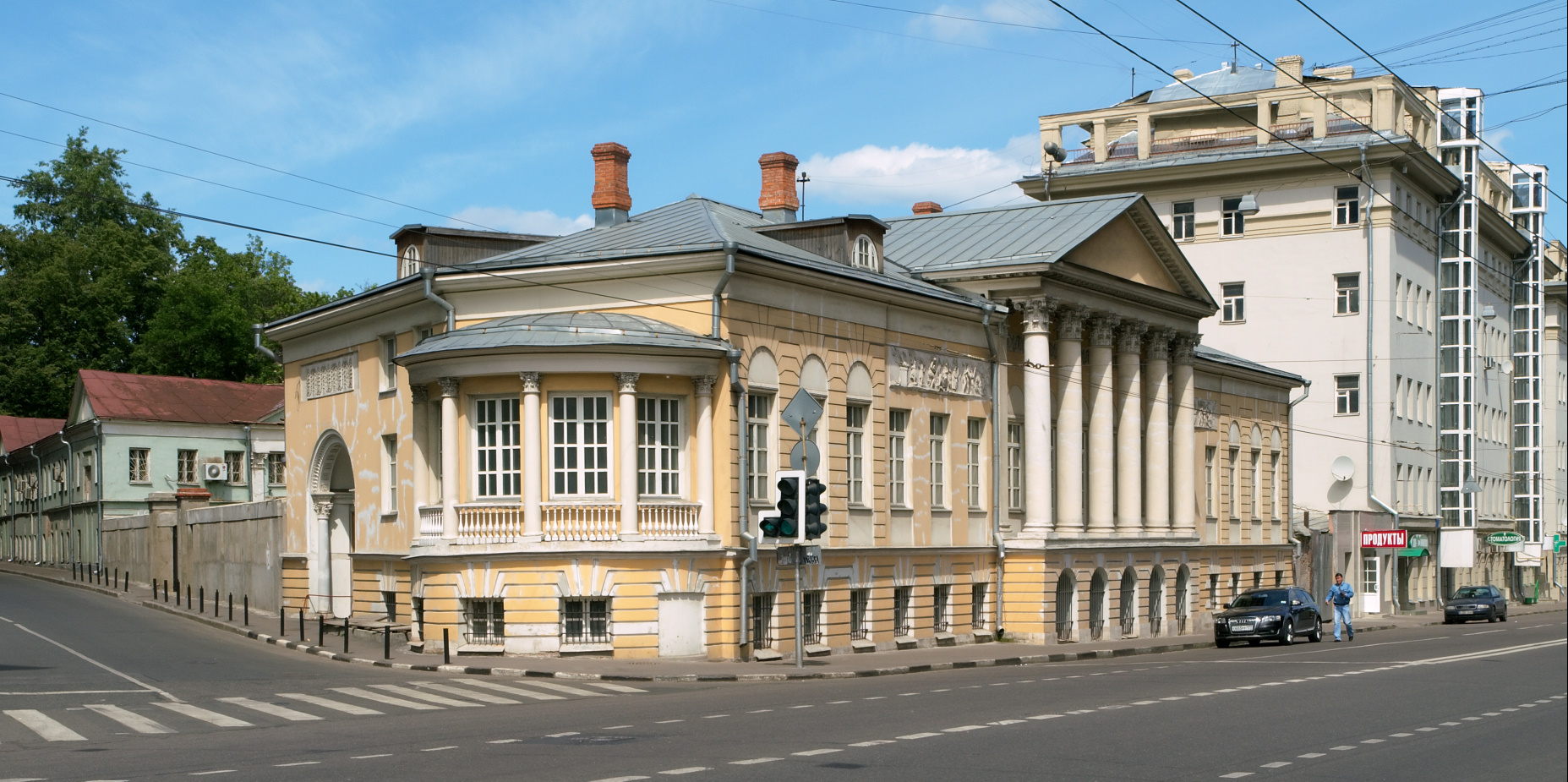
Дом И. М. Муравьёва-Апостола на Старой Басманной улице

В 1802 году занял должность посланника в Испании, но в 1805-м по неясным причинам (согласно А. С. Пушкину, впал в немилость императора за разглашение недостоверных сведений о подготовке антипавловского заговора) был отставлен и вплоть до 1824 года нигде не служил.
Предпринял двухмесячную поездку в Крым, итогом которой стала книга «Путешествие по Тавриде в 1820 году», вышедшая в Петербурге в 1823 году. «Путешествие по Тавриде» составлено из 25 писем. Труд автор посвятил второй жене — Прасковье Васильевне Муравьевой-Апостол (урожд. Грушецкой): «Нежному другу, сопутнице моей по Тавриде». К тому времени И. М. Муравьев-Апостол, будучи известным переводчиком на русский язык произведений античных авторов, стал действительным членом (с 1811 года) Российской Академии наук.

В 1817—1824 годы жил с семьёй в своём родовом имении в Хомутце. Летом 1819 года Иван Матвеевич закончил перевод комедии Аристофана «Облака». Разочарование, связанное с интригами нового окружения Александра I и удаления вследствие их от двора основных организаторов заговора — П. А. Палена и покровителя И. М. Муравьева-Апостола, его непосредственного начальника Н. П. Панина, «верного правилам чести и здравой политики», повлияло на выбор именно этого произведения древнегреческого комедиографа, высмеивавшего и новых «учителей», проповедующих свободу от древних моральных ограничений, и поверивших им одураченных людей. Во вступительной статье к изданию (1821) первого русского перевода «Облаков» он писал 
...Одобрение знатоков будет служить мне лестнейшею наградою, и может поощрить меня перевести, если не весь Театр Аристофанов, то по крайней мере, еще некоторые из его Комедий. Желать однако же я могу, но обещать сего не смею. В занятиях ума нужны три обстоятельства, необходимые для успеха, обстоятельства, коими я в полной мере наслаждался в течение минувшего лета: досуг, здоровье и то расположение ума и сердца которое мы счастием называем.
За таковые условия кто может мне вперед поручиться?

Местечко Хомутец. Декабря 16 дня 1819 года.
Но обстоятельствам вскоре было суждено перемениться.

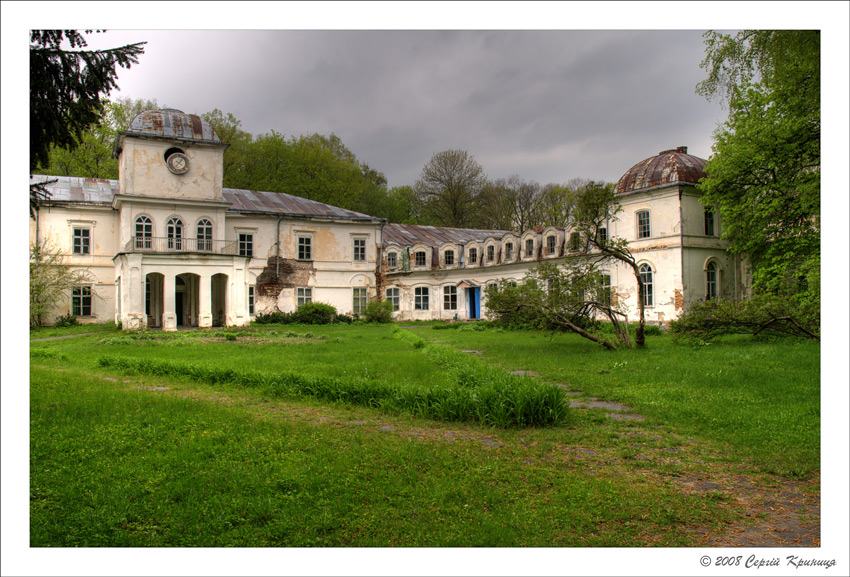
Дворец Муравьёвых-Апостолов, усадьба И. М. Муравьёва, унаследованная им от Апостолов

В марте 1824 назначен присутствовать в Правительствующий сенат, а в августе стал членом Главного училищ правления. Ряд его служебных «мнений» 1824—1825 годов, расходясь в рукописных списках, получил широкий общественный резонанс:
- в защиту директора Департамента народного просвещения В. М. Попова, участвовавшего в переводе с немецкого языка мистической книги И. Госнера, запрещенной по выходе;
- о праве университетов и профессоров пользоваться книгами помимо цензуры;
- «Мнение члена Главного училищ правления о преподавании философии» в защиту преподавания философии в университетах, против чего ратовал М. Л. Магницкий.

Мнения, выраженные по конкретным «делам», аргументировали необходимость смягчения цензурных строгостей и умеренной свободы мысли, но в тогдашних условиях они демонстрировали известную гражданскую смелость и создали Муравьеву-Апостолу репутацию либерала. Есть свидетельства, что участники тайных обществ намеревались сделать Муравьева-Апостола членом временного революционного правительства.

## После восстания декабристов
После разгрома восстания декабристов и трагедии, постигшей сыновей Муравьева-Апостола (Ипполит, не желая сдаваться, застрелился, Сергей повешен, Матвей осужден на 15 лет каторги, но вскоре отправлен на поселение в Сибирь; до суда, 11 мая 1826 состоялось свидание отца с Матвеем и Сергеем в Петропавловской крепости), он оставил службу, а в мае 1826 был «уволен по болезни в чужие края». До 1847 года значился неприсутствующим сенатором. Жил преимущественно в Вене и Флоренции. В Россию вернулся в 1840-х годах. В печати имя Муравьева-Апостола не упоминалось с 1826 до конца 1850-х годов. Его мемуары и библиотека утрачены, хотя отдельные экземпляры книг хранятся в Отделе редких книг и рукописей Научной библиотеки МГУ имени М. В. Ломоносова. Умер в Санкт-Петербурге, похоронен на Георгиевском кладбище на Большой Охте.

## Семья и быт

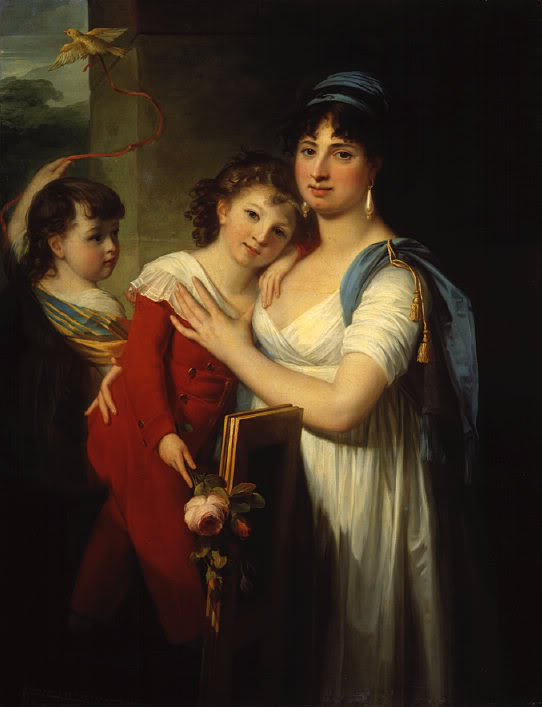
Анна Муравьёва с сыном Матвеем и дочерью Екатериной.
Художник Жан Лоран Монье, 1799 год

Иван Матвеевич проявлял и достоинства, и пороки просвещенного русского барина: славился как любезный и хлебосольный хозяин и тонкий гастроном, эпикуреец и мот (прожил 2 миллионных состояния), но при этом эгоист и семейный деспот.
1-я жена (с 1790 года) — Анна Семеновна Черноевич (1770—1810), дочь сербского генерала.
В браке родились дети:
- Матвей (1793—1886), подполковник, декабрист.
- Елизавета (01.05.1792—1814), замужем с 1809 года за графом Францем Петровичем Ожаровским (1785—1841).
- Екатерина (1795—08.09.1849), замужем за генерал-майором Илларионом Михайловичем Бибиковым (1793—1861).
- Сергей (1796—1826), подполковник, декабрист.
- Анна (1797—1861), замужем за Александром Дмитриевичем Хрущевым.
- Елена (1799—1855), замужем с 1824 года за Семеном Васильевичем Капнистом (1791−1843).
- Ипполит (1806—1826), прапорщик, декабрист.

2-я жена (с 1812 года) — Прасковья Васильевна Грушецкая (1780−1852), дочь сенатора и действительного тайного советника Василия Владимировича Грушецкого. Дети:
- Елизавета (1815 — ?), в 1-м браке за бароном Стальтингом, во 2-м за Видбургом.
- Василий (1817—1867), был женат на фрейлине Марианне Гурко (род. 1823), дочери В. И. Гурко.
- Евдокия (1821—1850), замужем (с 6 июля 1847 года)[15] за князем Александром Петровичем Хованским (1809−1895).

## Литературная деятельность

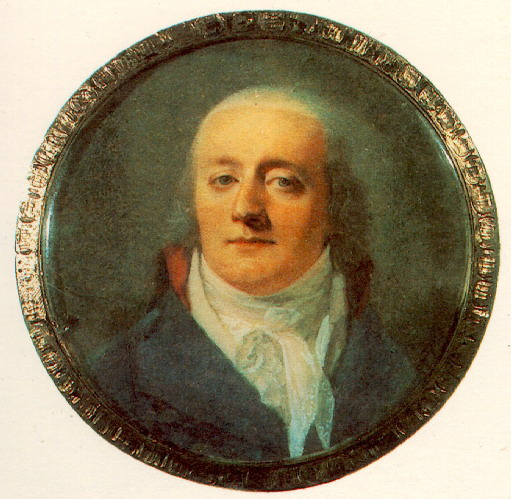
Миниатюрный портрет кисти Доменико Босси

Участвовал в заседаниях «Беседы любителей русского слова» (член с 1811 года). Состоял членом Вольного общества любителей российской словесности. С 1811 года действительный член Российской академии, с 1841-го — почетный член Петербургской Академии Наук.
Самое значительное его произведение — книга в 25 «письмах» «Путешествие по Тавриде в 1820 году» (СПб, 1823) — результат поездки в Крым. Она содержит ценные сведения по археологии, флоре и фауне Крыма, характерные подробности городской, сельской и монастырской жизни, колоритные описания восточных обычаев. Автор высказывает мысль о необходимости сохранения «драгоценных остатков древности».
Книга «Путешествие по Тавриде…» была высоко оценена А. С. Пушкиным, посетившим Крым одновременно с Муравьевым-Апостолом, и А. С. Грибоедовым, гостившим на полуострове в 1825 году.
Переводил греческих и римских авторов, опубликовал ряд работ об эллинской и латинской поэзии.
Муравьев-Апостол, по отзывам современников (в том числе К. Н. Батюшкова, Н. И. Греча) — человек блестящего ума, необыкновенной эрудиции и многих талантов, эстет, полиглот и библиофил (имел уникальную библиотеку), объездил почти всю Европу, где встречался с И. Кантом, Ф. Г. Клопштоком, В. Альфьери, Д. Байроном.